# Frieda Nödl
Frieda Nödl (geboren am 30. Jänner 1898 als Friederike Olga Rosenfeld in Wien; gestorben am 15. November 1979 ebenda) war eine österreichische sozialdemokratische Widerstandskämpferin im Ständestaat (1934–1938) und gegen den Nationalsozialismus (1938–1945). Nach dem Zweiten Weltkrieg und dem Ende der NS-Herrschaft in Österreich war sie 1945 führend an der Reorganisation der SPÖ beteiligt und als Kommunalpolitikerin von 1945 bis 1964 Abgeordnete im Wiener Gemeinderat und Landtag.

## Leben
Frieda Rosenfeld wuchs als viertes von acht oder neun Kindern in der Familie eines kleinen Geschäftsmannes in Wien auf. Ihren Wunsch, Ärztin zu werden, konnte sie nicht verwirklichen, da ihr der Besuch eines Gymnasiums aufgrund der Erkrankung ihres Vaters nicht möglich war. Der Besuch der Lehrerinnen-Bildungsanstalt wurde ihr trotz bester Leistungen verwehrt, da sie nicht katholisch erzogen war. Nach Besuch einer zweiklassigen Handelsschule war sie acht Jahre lang (1914–23) als Buchhalterin bei einer kleinen Firma angestellt. Nebenbei besuchte sie diverse Kurse, um ihre versäumte schulische Ausbildung nachzuholen. 1923 ging sie mit dem Bürgerschuldirektor und Sozialdemokraten Johann Nödl (gestorben am 20. Jänner 1934) den Bund der Ehe ein.

### Politische Tätigkeit

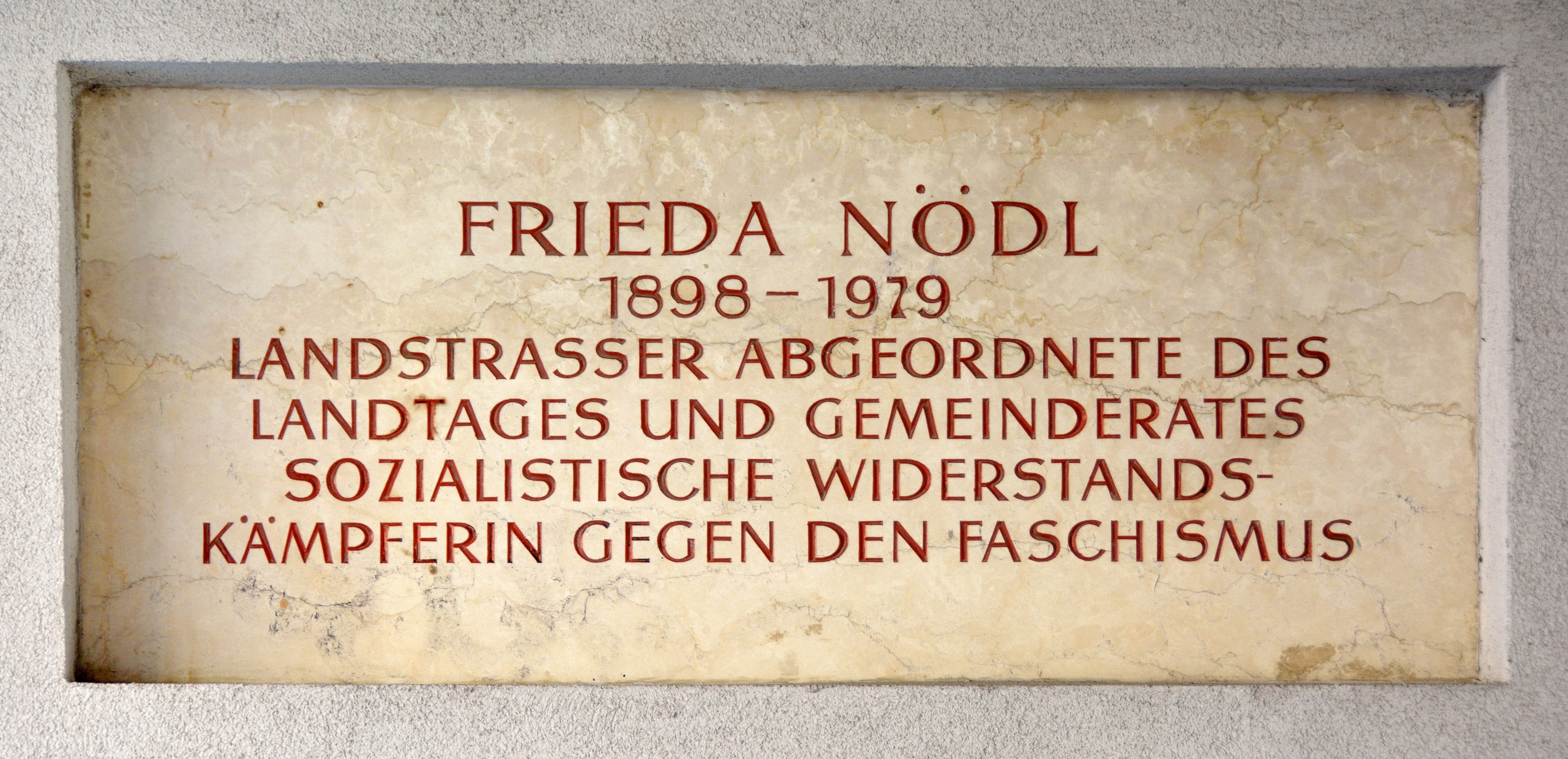
Gedenktafel im Frieda-Nödl-Hof in Wien

Frieda Nödl trat 1930 in die Sozialdemokratische Arbeiterpartei (SDAP) ein. 1931 holte Aline Furtmüller sie ins Bezirks-Frauen-Aktionskomitee. Nach den Februarkämpfen von 1934, die das Verbot der Partei durch die Regierung Dollfuß zur Folge hatte, war Nödl für die nun illegale Partei tätig. Für Treffen stellte sie ihre Wohnung sowie ihr Wochenendhaus zur Verfügung und gab Mitgliedern der Revolutionären Sozialisten, darunter Rosa Jochmann und Karl Hans Sailer, Unterkunft. Ihr Kontakt mit einer Gefangenenhausaufseherin ermöglichte die Kommunikation zwischen inhaftierten Genossen und den im Untergrund befindlichen Sozialisten mittels Kassibern. Weiters verwaltete sie die Kassa der Sozialistischen Arbeiterhilfe (SAH). Das Geld wurde zur Unterstützung von Angehörigen politischer Gefangener und zur Fluchthilfe verwendet. Als Kurierin hielt sie auch den Kontakt zu den in die Tschechoslowakei emigrierten Parteiführern aufrecht. Ihre Widerstandstätigkeit setzte sie auch nach dem „Anschluss“ Österreichs an das nationalsozialistische Deutsche Reich im März 1938 fort. Etwa verhalf sie Karl Hans Sailer zur Flucht in die Schweiz und unterstützte Robert Danneberg, Käthe Leichter und Heinrich Steinitz finanziell.
Am 1. Juli wurde Nödl durch ihren langjährigen Widerstandsweggefährten Johann Pav, der nach kurzer Gestapohaft zum Spitzel geworden war, verraten und von der Gestapo wegen Beihilfe zur Flucht ihres RS-Kameraden Sailer verhaftet. Die Verhaftung erfolgte in St. Pölten aus einem Zug heraus, mit dem sie sich auf den Weg zur Auslandsvertretung der österreichischen Sozialisten in Paris begeben hatte. Nödl wurde in einem ersten Prozess gemeinsam mit sechs weiteren Angeklagten, darunter Wilhelmine Moik, wegen Hochverrat zu zweieinhalb Jahren Zuchthaus verurteilt. Käthe Leichter, die zugleich mit Nödl inhaftiert war, schrieb dort ihre Lebenserinnerungen und übergab sie ihr. Später wurde Nödls Strafe in einem weiteren Prozess wegen Kassiberschmuggels, den sie gemeinsam mit Leichter begangen hatte, um zwei Monate verlängert. Sie verbüßte die Strafe zunächst in der Frauenstrafanstalt Wiener Neudorf, dann in den bayerischen Haftanstalten Laufen und Traunstein. Nach ihrer Entlassung war sie weiterhin im Widerstand tätig.
Nach dem Ende des Zweiten Weltkrieges und der NS-Herrschaft war Frieda Nödl ab 1945 an der Reorganisation der SPÖ beteiligt und in der Frauenbewegung aktiv. Von 1945 bis 1964 war sie Abgeordnete im Wiener Gemeinderat und Landtag mit den Schwerpunkten Bildung, Kultur und Gesundheit. Innerhalb der SPÖ war sie Vorstandsmitglied der SPÖ Wien und Klubobmannstellvertreterin. Daneben wirkte sie von 1945 bis 1968 im Frauenzentralkomittee der SPÖ sowie als Bezirksfrauenleiterin in der Bezirksleitung Wien-Landstraße. Im Bund Sozialistischer Freiheitskämpfer war sie Präsidiumsmitglied und im Dokumentationsarchiv des österreichischen Widerstandes Kuratoriumsmitglied. Besonders bekannt ist ihre erste Informations- und Aufklärungsschrift über die nationalsozialistischen Verbrechen in den Konzentrationslagern Mauthausen, Dachau, Auschwitz und Buchenwald, in der befreite politische KZ-Häftlinge ausführlich berichteten.
Nödl erhielt 1960 das Goldene Ehrenzeichen für Verdienste um die Republik Österreich sowie 1963 die Ehrenmedaille der Bundeshauptstadt Wien in Gold. Eine 1976–1978 im Bezirk Landstraße errichtete Wohnhausanlage der Gemeinde Wien trägt als Frieda-Nödl-Hof (siehe auch Liste der Gemeindebauten in Wien-Landstraße) seit 1984 ihren Namen.
Frieda Nödl verstarb 1979 und liegt auf dem Urnenfriedhof der Feuerhalle Simmering begraben.

## Auszeichnungen und Ehrungen
- Viktor-Adler-Plakette
- Otto-Bauer-Plakette

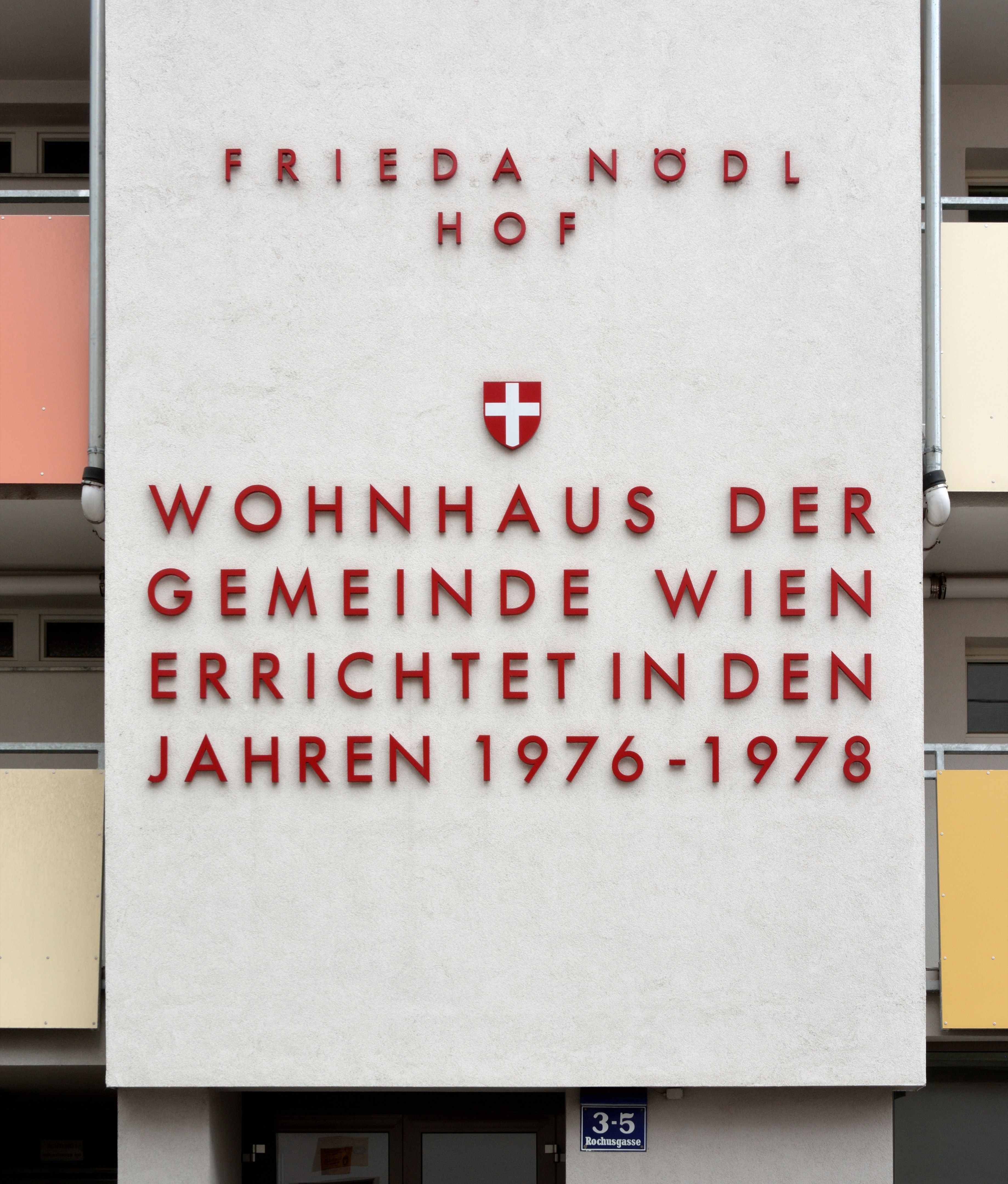
Der Frieda-Nödl-Hof in Wien-Landstraße

- Ehrenmedaille der Bundeshauptstadt Wien in Gold (1963)[7]
- Goldenes Ehrenzeichen für Verdienste um die Republik Österreich (1960)[7]
- Ehrenzeichen für Verdienste um die Befreiung Österreichs (1977)[8]
- Ein Gemeindebau in Wien-Landstraße wurde als Frieda-Nödl-Hof nach ihr benannt (1984)[7]